# 새미 데이비스 주니어
새미 데이비스 주니어(Sammy Davis, Jr., 1925년 12월 8일 ~ 1990년 5월 16일)는 미국의 배우이자 가수이다.

## 참여 작품
- 포기와 베스 (영화)
- 오션스 일레븐 (1960년 영화)
- 페페 (1960년 영화)
- 007 다이아몬드는 영원히
- 캐논볼 (1981년 영화)
- 브로드웨이의 대니 로즈
- 캐논볼 2

## 텔레비전
- 배트맨 (드라마)
- 비버리 힐빌리즈
- 올 인 더 패밀리
- 미녀 삼총사
- 제너럴 호스피털
- 코스비 가족 만세